# Владимировка (Волновахский район)
Влади́мировка (укр. Володимирівка) — посёлок в Волновахском районе Донецкой области Украины. Захвачен Россией.

## География
Владимировка находится на реке Кашлагач (правый приток Мокрые Ялы).

## Топографические карты
- Лист карты L-37-3 Курахово. Масштаб: 1 : 100 000. Состояние местности на 1988 год. Издание 1993 г.

## Население
Численность — 7 243 чел. (2001 год). В 1959 году — 5,2 тыс. чел., в 1970 — 7,7 тыс. чел., в 1979 — 7,8 тыс. чел., в 1989 — 8,1 тыс. чел., в 1992 — 8,1 тыс. чел., в 1999 — 7,9 тыс. чел.

## Экономика
Великоанадольский огнеупорный комбинат (бывший Великоанадольский шамотный завод) — добыча каолина, огнеупоров, шамота. Бывший колхоз имени Кирова. Газопровод «Донецк-Докучаевск-Владимировка».

## Социальное развитие
В посёлке работают две общеобразовательные школы I—III ступеней. Также функционируют два дома культуры.

## Интересные факты
В округе часть посёлка известна как «Завод», что связано с находящимся на территории предприятием (ПАО «ВАОК» — Великоанадольский огнеупорный комбинат), занимающимся выпуском огнеупорных изделий и материалов.